# Isla Santo Domingo (Venezuela)
Isla Santo Domingo es el nombre que recibe una de las cuatro islas ubicadas en el Golfo Triste del Mar Caribe en el centro occidente de Venezuela. Forma parte de la zona de protección integral del Parque nacional San Esteban. Administrativamente depende del Municipio Puerto Cabello, en el estado Carabobo, en el centro norte de Venezuela. Posee 463 metros de longitud aproximada y está a unos 928 metros al oeste de Isla Larga, la isla más famosa del área.
Santo Domingo se encuentra al norte del Islote Ratón, al sureste de la Isla Alcatraz y al este de la Isla Larga muy cerca de la costa carabobeña y del Puerto de Borburata, la playa Quizandal y la Playa La Rosa.
Su territorio esta cubierto de vegetación y posee varias lagunas pequeñas, destaca además la belleza de sus playas casi vírgenes. Posee 1,48 kilómetros de largo y una superficie aproximada de 12,6 hectáreas (equivalentes a 0,12 kilómetros cuadrados) con un altitud promedio de 4,5 metros sobre el nivel del mar.